# Collégiale Saint-Mainbœuf d'Angers
La collégiale Saint-Mainbœuf d'Angers était une ancienne collégiale située à Angers, en Maine-et-Loire.

## Histoire

### Fondation
L'édifice a été bâti par l'évêque Saint Mainboeuf (c. 610-660) pour abriter sa sépulture.

### Disparition
La collégiale a été détruite en 1721 pour des raisons d'aménagement et d'urbanisme.

### Évolution du vocable
Le vocable originel de la basilique funéraire de Saint Mainboeuf est à Saturnin ou Sernin, évêque de Toulouse.
La date d'apparition du vocable de Saint Mainboeuf est inconnue, et le glissement de l'appellation peut être dû à un usage populaire de plus en plus important, ou bien à l'installation d'un collège canonial par l'évêque Ulger au cours de la première moitié du XIIe siècle.

### Évolution du statut durant la période d'activité
La première fonction de l'édifice a été une basilique funéraire (memoria).
Sous Ulger (1125-1148), un chapitre canonial est installé, et existera jusqu'à la destruction de l'édifice.